# Dariusz Kłus
Dariusz Kłus (ur. 11 października 1981 w Jastrzębiu-Zdroju) – polski piłkarz grający na pozycji pomocnika.
Dariusz Kłus jest wychowankiem GKS-u Jastrzębie. Następnie grał w Odrze Wodzisław Śląski i ŁKS-ie Łódź. Wiosną 2007 roku podpisał kontrakt z Cracovią. W grudniu 2009 roku rozwiązał umowę z klubem. W lutym 2010 roku przeszedł do Zagłębia Sosnowiec, a 22 czerwca trafił do ŁKS-u Łódź. Podpisał z tym klubem kontrakt na rok. 2 lutego 2012 podpisał kontrakt z Olimpią Grudziądz.
Dariusz Kłus zadebiutował w polskiej Ekstraklasie 9 czerwca 2001 roku w spotkaniu Odry Wodzisław Śląski z Amicą Wronki.